# Otzenhausen

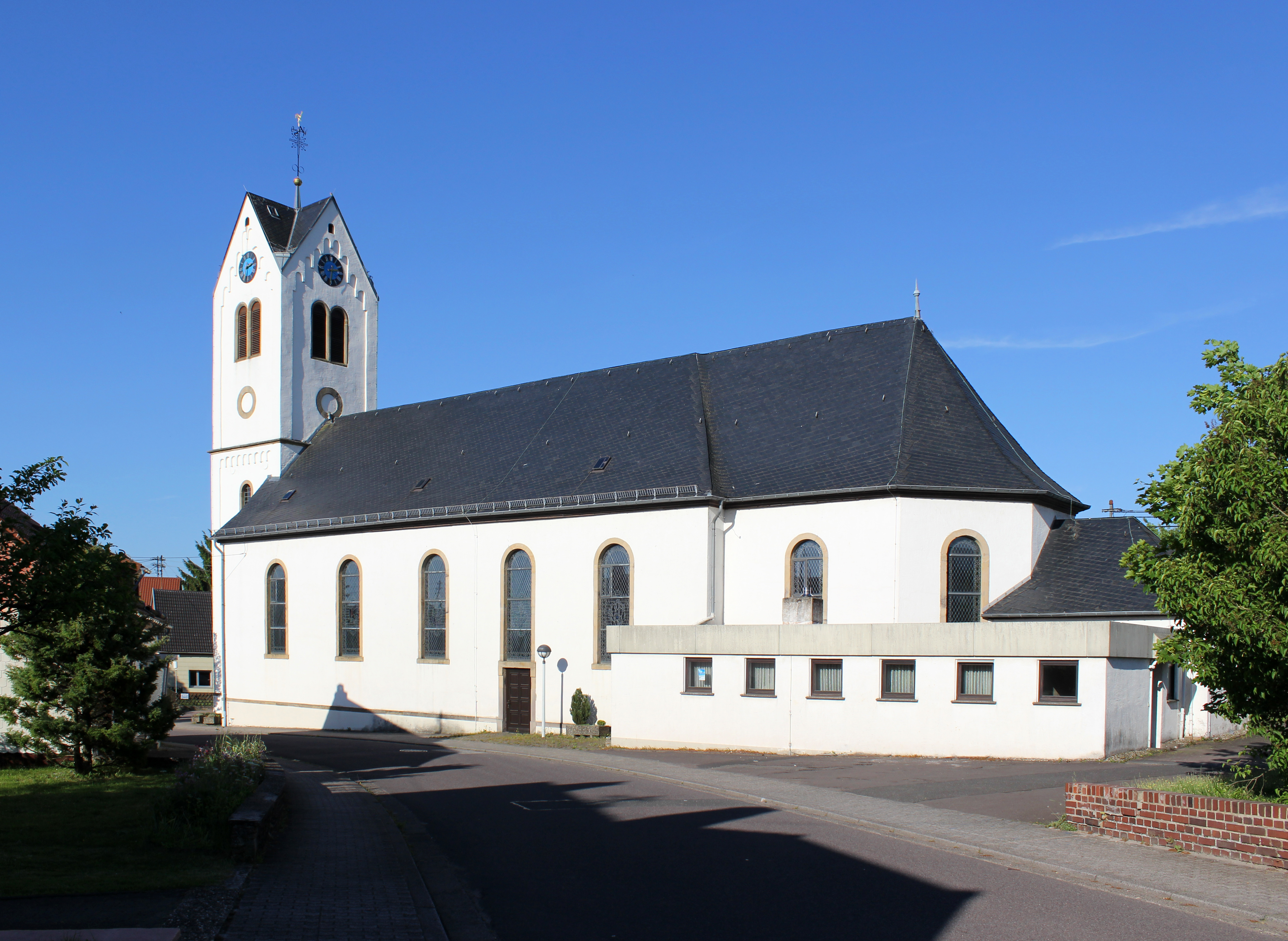
Katholische Kirche St. Valentin

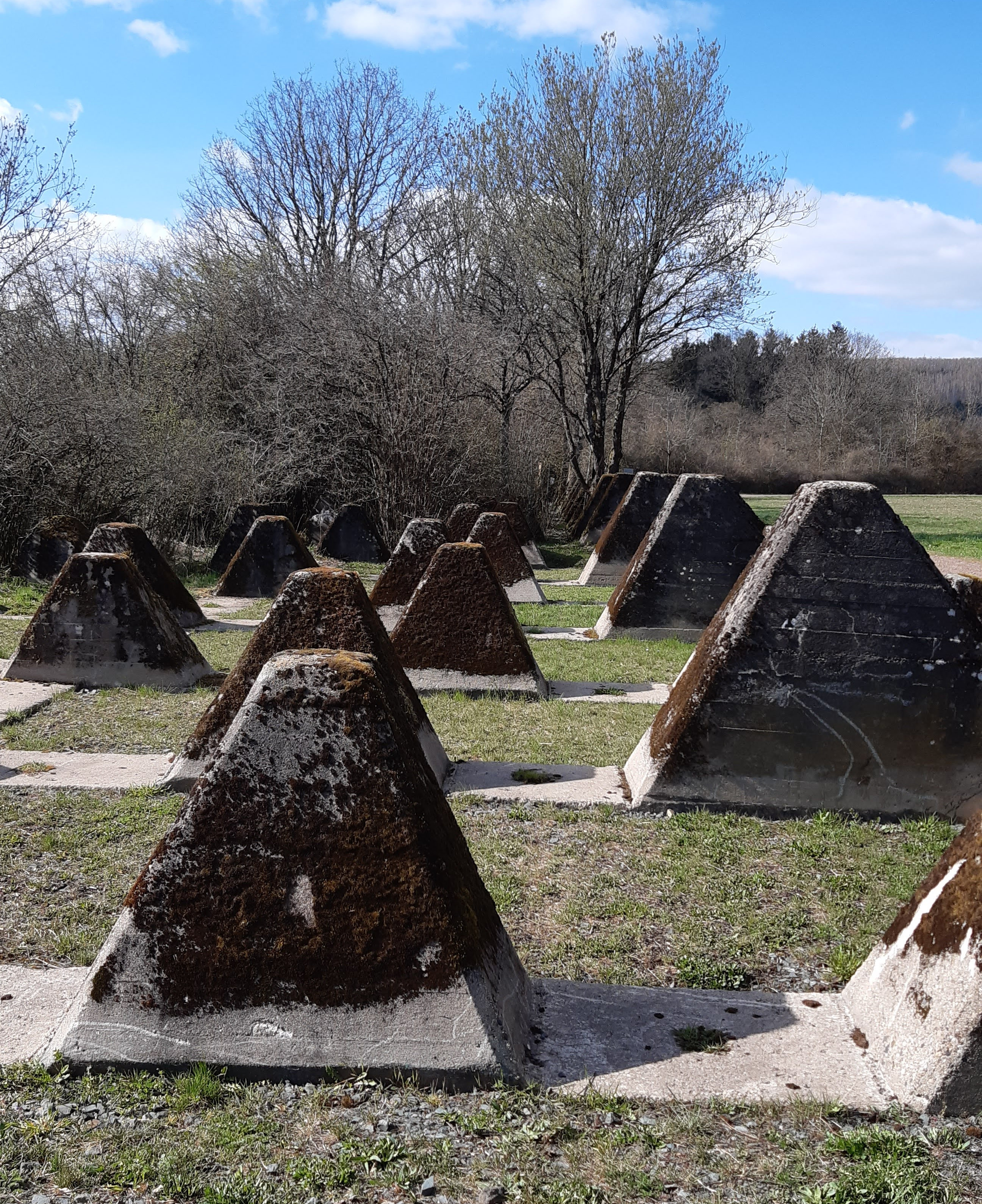
Höckerlinie als Teil des ehem. Westwalls

Otzenhausen ist der zweitgrößte Ortsteil und Gemeindebezirk der Gemeinde Nonnweiler im Landkreis St. Wendel (Saarland). Bis Ende 1973 war Otzenhausen eine eigenständige Gemeinde.

## Geographie
Der Ort liegt im Nordosten des Gemeindegebiets an der Primstalsperre und ist der nördlichste Ort im Saarland. Er befindet sich direkt am Autobahndreieck Nonnweiler.

## Geschichte
Ein alter Name von Otzenhausen ist Erzenhausen. Dieser Name ist in Kartenwerken aus dem 16. Jahrhundert so vermerkt. In Otzenhausen wurden bereits durch die dort ansässigen Kelten, den Treverern, Eisen verhüttet und Erz (Lebacher Eier) gegraben. So gibt es noch Flurnamen, die auf das Graben hinweisen: Schwarzbruch, mit dem Schwarzbruchweiher und dem Erzschutt, ein Flurstück im heutigen Industriegebiet. Dort war lange im Waldstück ein großer Trichter zu sehen. Die Sage um die beiden Brüder Otto und Bruno Braun, die im Streite Braunshausen (Bruno) und Otzenhausen (Otto) gründeten, war frei erfunden. In der napoleonischen Zeit wurde Otzenhausen zur Mairie erhoben und war somit verwaltungstechnisch für Nonnweiler, Braunshausen mit der Bousse, Kastel, Buweiler, Kostenbach und Bierfeld zuständig.
Später wurde Otzenhausen Sitz der Bürgermeisterei Otzenhausen im damaligen Landkreis Trier.
Im Rahmen der saarländischen Gebiets- und Verwaltungsreform wurde die bis dahin eigenständige Gemeinde Otzenhausen am 1. Januar 1974 der Gemeinde Nonnweiler zugeordnet.

## Politik
Ortsvorsteher ist Martin Schneider, CDU. Der Ortsrat wird nach der Kommunalwahl 2024 mit drei Sitzen von der SPD, drei Sitzen aus der CDU und drei Sitzen von den Freien Wählern gebildet.

## Wappen
Blasonierung: „Unter rotem Schildhaupt, darin gekreuzt ein goldener Eberstab und ein goldenes Schwert; in Gold der rote Umriss eines keltischen Ringwalls.“
Das Wappen nimmt Bezug auf die keltische Vergangenheit des Ortes. Es zeigt den Grundriss des sogenannten Hunnenringes, einer Fliehburg um 90° nach rechts gedreht im Vergleich zu seiner tatsächlichen Lage. Eberstab und Fürstenschwert waren Grabbeilagen; die Bedeutung des Eberstabes ist unklar. Die Spuren der keltischen Vergangenheit lassen sich über zweitausend Jahre zurückverfolgen. Der Dollberg bei Otzenhausen war Sitz eines keltischen Fürsten.

## Wirtschaft
Im Münzbachtal südlich von Otzenhausen liegt ein Industriegebiet von 50 ha und ein Gewerbepark von 15 ha.
Seit 1954 besteht eine stetig ausgebaute politische Bildungseinrichtung, die Europäische Akademie Otzenhausen, die 60 Mitarbeiter beschäftigt. Neben eigenen Veranstaltungen können auch andere Anbieter hier Tagungen und Kurse durchführen. Die Akademie liegt auf der Nordwestseite des Ortes am Kahlenberg.

## Verkehr
Otzenhausen hatte früher Anschluss an das Schienennetz durch die Hochwaldbahn. Die Strecke wurde Mitte des Jahres 2020 zurückgebaut und soll nun nach einem Touristischen Konzept als Fernwanderradweg ausgebaut werden. Eine Bürgerinitiative, die sich dafür einsetzte die Hochwaldbahn zu erhalten und den Radweg parallel dazu zu führen, führten zu keinem Erfolg. Die Strecke wurde nur für Fahrten der Museumsbahn genutzt. Als Ersatz bietet sich von Trier oder Hermeskeil beziehungsweise von Türkismühle die Buslinie R 200 an. Mit der Autobahnausfahrt 2 an der A 62 hat Otzenhausen einen Anschluss an die Richtungen Kaiserslautern und Trier, über das Autobahndreieck Nonnweiler in Richtung Saarbrücken/Frankreich. Bis zur Herabstufung der B 52 zur Landstraße 1. Ordnung (L 330) durchquerte diese die Ortsdurchfahrt von Otzenhausen von West nach Ost. Der damalige Straßenname "Eichenlaubstraße" wird heute noch geführt.
Gewerbe und Tourismus profitieren von der günstigen Verkehrslage unmittelbar am Autobahndreieck Nonnweiler.

## Sehenswürdigkeiten
Der Ringwall von Otzenhausen ist eine mächtige keltische Befestigungsanlage am Hang des Dollberges nahe der Primstalsperre. Das „Keltendorf“ am Fuße des Ringwalls ist der Nachbau eines keltischen Dorfes, wie es vor 2000 Jahren ausgesehen haben könnte. Die Siedlung besteht aus 10 Wohn-, Handwerks- und Speichergebäuden, die sich in Architektur und Bauweise an den historischen Befunden und Vorbildern orientieren. Im Sommer 2021 wurde neben dem Keltendorf mit dem Bau eines Besucherzentrums begonnen, eines von drei "Nationalpark Toren" des Nationalparks Hunsrück-Hochwald.
Die Kirche St. Valentin wurde 1850 errichtet.
Der Erinnerungspfad Höckerlinie Otzenhausen führt entlang eines etwa 500 m langen Höckerlinienabschnitts als Teil des ehem. Westwalls (Siegfried-Linie).

## Söhne und Töchter des Ortes
- Theodor Puff (1927–1999), Fußballspieler der saarländischen Nationalmannschaft
- Sabine Hark (* 1962), deutsche Soziologin